# Enteropsis arcticus
Enteropsis arcticus is een eenoogkreeftjessoort uit de familie van de Enteropsidae. De wetenschappelijke naam van de soort is voor het eerst geldig gepubliceerd in 1994 door Marchenkov.